# Alpinale Kortfilmfestival
Het Alpinale Kurzfilmfestival (Duits: Alpinale Kurzfilmfestival) vindt jaarlijks in Bludenz in de Oostenrijkse deelstaat Vorarlberg plaats.
Het kortfilmfestival trekt in de hoofdweek van het festival zo'n 1.000 bezoekers naar Bludenz. Jaarlijks in augustus worden ongeveer 30 zorgvuldig geselecteerde internationale korte films vertoond. De beste films worden beloond met de Gouden Eenhoorn.

Een vertoning op de openingsavond van de Alpinale 2020

Van 1985 tot 2002 vond het festival plaats in Bludenz en van 2003 tot 2019 in Nenzing. Vanaf 2020 wordt het festival weer gehouden in Bludenz. De 36e Alpinale vindt plaats tussen 10 en 14 augustus 2021 in Bludenz.
De filmtaal van alle korte films op de Alpinale wordt gespeeld in de originele versie. Bij films in een vreemde taal worden ondertitels weergegeven, maar sommige Engelse films worden alleen zonder ondertiteling aangeboden.

## Gerelateerde evenementen
- Alpinale Ländle Tour: Elk voorjaar toert de Alpinale door Vorarlberg met de favoriete korte films van het publiek en de jury van het afgelopen kortfilmfestival, en stopt ook in Zwitserland en Wenen. Een geselecteerd programma met publieksfavorieten en korte films die de Gouden Eenhoorn hebben gekregen, worden op een groot openluchtscherm vertoond.[6]
- Vorarlberger Short Film Night: De Short Film Night vindt sinds 2010 elk voorjaar plaats. Alle ingezonden Vorarlberg-kortfilms zullen daar worden vertoond. De vier finalisten die in de categorie "vorarlberg shorts" in de Alpinale strijden, zullen worden geïdentificeerd op de Vorarlberg Short Film Night.[7][8]
- OBACHT! Horror Short Film Night: In de herfst worden 14 korte films met als onderwerp horror vertoond op de Horror Short Film Night. Het publiek mag stemmen voor de beste film van de avond.[9]